# Januari 1936
| Deze maand                                                                                                  |
| --- |
| - Japan verlaat vlootconferentie - Binnen-Mongolië verklaart zich onafhankelijk - Koning George V overlijdt |

De volgende gebeurtenissen speelden zich af in januari 1936. Sommige gebeurtenissen kunnen één of meer dagen te laat zijn vermeld doordat ze op de datum staan aangegeven waarop ze in het nieuws kwamen in plaats van de datum waarop ze werkelijk hebben plaatsvonden.

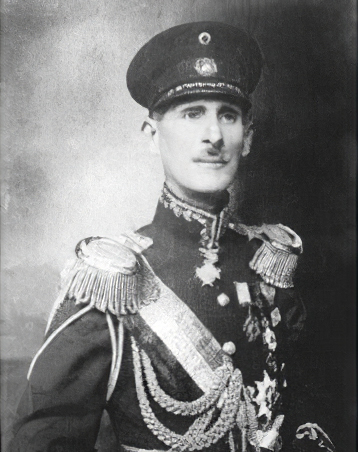
Eleazar López Contreras

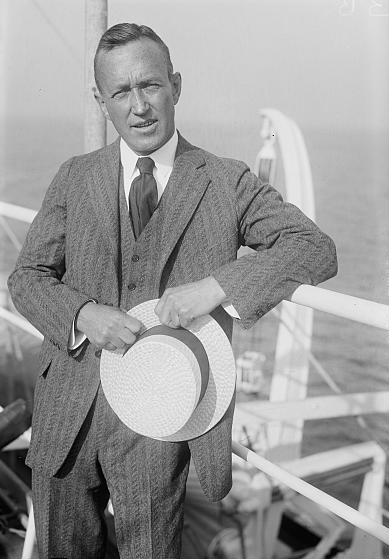
Lincoln Ellsworth

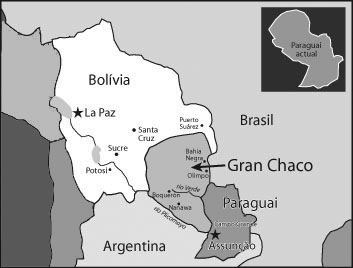
De Chaco-oorlog

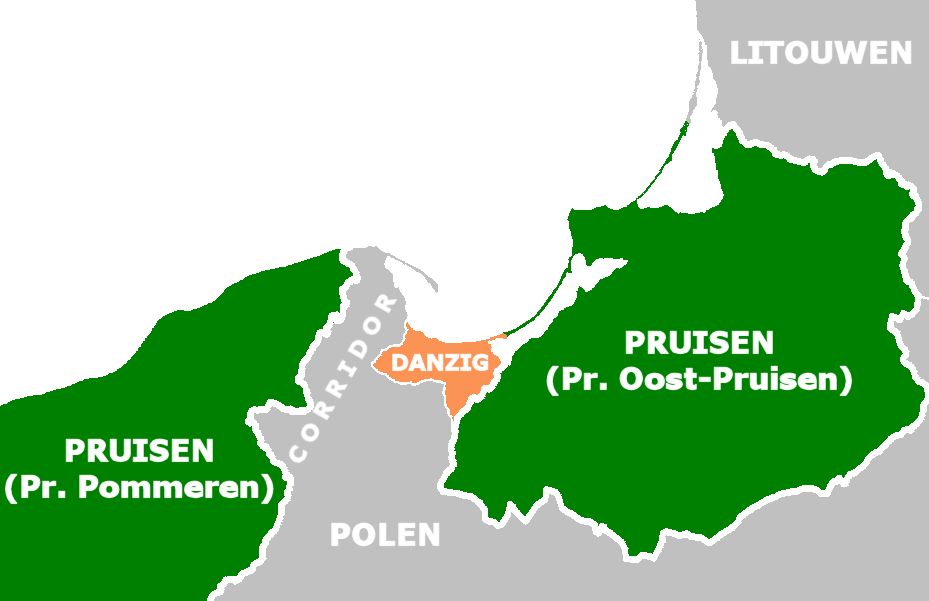
ligging van Danzig

- 2: In de Verenigde Staten worden voorstellen gedaan waarbij de president grote volmachten krijgt wat betreft de Neutraliteitswet, die de uitvoer van oorlogsmateriaal naar oorlogvoerende staten verbiedt. Zo kan hij het embargo voor bepaalde producten of landen opheffen.
- 5: Bij Degehabur wordt een Egyptische ambulance getroffen door een Italiaans bombardement. De auto wordt beschadigd, maar er zijn geen doden.
- 5: Abessinië zendt een nota aan de Volkenbond waarin wordt verzocht om ingrijpen door de Volkenbond en een onafhankelijk onderzoek naar de strijdmethoden van beide partijen.
- 7: Eleazar López Contreras wordt in Venezuela gekozen tot president om de rest van de periode van de overleden Juan Vicente Gómez te regeren.
- 7: De Cortes, het Spaanse parlement, wordt ontbonden. Op 16 februari en 1 maart vinden nieuwe verkiezingen plaats. Een aantal in 1934 ingetrokken grondrechten, waaronder de vrijheid van drukpers, wordt hersteld.
- 8: Argentinië treedt toe tot het Permanent Hof van Internationale Justitie.
- 8: De Seine bereikt een gevaarlijk hoog peil.
- 9: Het Amerikaans Hooggerechtshof verklaart de Agricultural Adjustment Administration, dat de landbouwkundige productie regelt, ongrondwettig.
- 11: In de nieuwe Zweedse begroting is meer geld uitgetrokken voor de landsverdediging.
- 12: In de evangelische kerken in Pruisen wordt een boodschap van de Broederraad der Oud-Pruisische Unie voorgelezen waarin de door de staat ingestelde kerkcommissies verworpen worden.
- 13: Abessinië herovert de provincie Tembien. Het land tracht met buitgemaakte Italiaanse tanks een tankcorps op te richten.
- 14: In een toespraak veroordeelt Vjatsjeslav Molotov de volgens hem expansionistische en vredebedreigende buitenlandse politiek van Duitsland en Japan.
- 14: Vanwege hun gedrag tijdens de Rijksdagbrandprocessen worden Blagoi Popov en Vasil Tanev door de Communistische Partij van de Sovjet-Unie gedegradeerd tot gewoon lid, en is Ernst Torgler uit de partij gestoten.
- 15: Het Verenigd Koninkrijk versnelt opnieuw de uitbreiding van zijn luchtmacht. Het is de bedoeling wekelijks een eskader van 12 vliegtuigen in gebruik te nemen.
- 15: Japan verlaat de Vlootconferentie van Londen.
- 17: In een toespraak stelt Joseph Goebbels dat Duitsland koloniën zal gaan eisen.
- 17: Met de poolvliegers Lincoln Ellsworth en Herbert Kenyon, van wie sedert 23 november niets was gehoord, wordt radiocontact gemaakt. Ze zijn in leven en gezond.
- 17: Italië verslaat Abessinië bij Ganale Doria.
- 18: In zijn eerste openbare toespraak als minister van buitenlandse zaken, bepleit Anthony Eden collectieve veiligheid in het kader van de Volkenbond.
- 18: Italië wijst het Zweedse protest wegens het bombarderen van een Zweedse ambulance in Ethiopië af.
- 18: De regering van António de Oliveira Salazar in Portugal biedt haar ontslag aan. Salazar vormt nog dezelfde dag een nieuw kabinet.
- 19: Binnen-Mongolië verklaart zich onder prins Teh Wang onafhankelijk van China. De nieuwe staat is feitelijk een Japanse vazalstaat.
- 20: Max Euwe wordt benoemd tot officier in de orde van Oranje-Nassau.
- 20: George V, koning van Engeland overlijdt.
- 21: Kurt Schuschnigg bezoekt Milan Hodža in Praag en bespreekt met hem diverse kwesties die hun beider landen (Oostenrijk en Tsjechoslowakije) aangaan.
- 21: De regeringen van Paraguay en Bolivia ondertekenen een protocol dat het einde van de Chaco-oorlog definitief maakt.
- 22: In Oostenrijk wordt een door de nationaalsocialisten geschreven pamflet verspreid waarin de regering zwaar wordt aangevallen en een volksstemming wordt geëist.
- 22: Eduard VIII wordt tot koning van Engeland uitgeroepen.
- 22: In Egypte treedt de regering van Nasim Pasha af. Reden hiervoor is vermoedelijk Britse druk. De Britten wensen met een Egyptische coalitieregering te onderhandelen, niet met een waarin slechts de Wafdpartij zitting heeft.
- 22: De Volkenbond bespreekt een rapport van Seán Lester, de hoge commissaris van de Volkenbond in Danzig. Hierin stelt hij dat de Senaat van de vrijstad in ernstige mate tegen de grondwet handelt.
- 22: Het Franse kabinet-Laval treedt af nadat de radicale ministers aangeven uit de regering te willen stappen.
- 23: De Italianen veroveren Neghelle.
- 24: De Britse minister van buitenlandse zaken Anthony Eden stelt dat als de Senaat van Danzig niet snel haar verplichtingen (herindiensttreding van afgezette ambtenaren en respecteren van niet-nationaalsocialistische partijen) nakomt, de Volkenbondsraad de Danziger Landdag zal ontbinden.
- 24: De Nederlandse regeling dat toestemming nodig is voor het in dienst hebben van vreemdelingen wordt uitgebreid, en omvat nu vrijwel alle sectoren van het bedrijfsleven. Uitgezonderd zijn nog de scheepvaart en dienstboden.
- 25: Santo Domingo, de hoofdstad van de Dominicaanse Republiek, wordt omgedoopt tot Ciudad Trujillo, naar president Rafael Leónidas Trujillo.
- 26: Albert Sarraud vormt een nieuwe regering in Frankrijk.
- 26: Het diplomatieke conflict tussen de Sovjet-Unie en Uruguay lijkt te zijn bijgelegd.
- 26: De Duitse bisschoppen spreken zich opnieuw uit tegen het 'nieuw heidendom'.
- 28: George V wordt begraven.
- 28: De uitslag van de parlementsverkiezingen in Griekenland wordt bekendgemaakt. Van de 300 zetels gaan er 127 naar de liberalen onder Venizelos, 69 naar de Volkspartij (Tsaldaris), 63 naar de gemeenschappelijke lijst van Kondylis en Ioannis Theotokis, 15 naar de communisten en 26 naar 5 andere partijen.
- 29: Leden van het leger van Mantsjoekwo deserteren en vluchten naar de Sovjet-Unie.
- 30: Ondanks een eerder veto van president Franklin Delano Roosevelt wordt in de Verenigde Staten de bonuswet voor oud-strijders aangenomen.

en verder:
- Een groot Frans eskader patrouilleert in de Middellandse Zee. In Mers-el-Kebir nabij Oran wordt met spoed een nieuwe vlootbasis gebouwd.
- Langs de grens tussen Egypte en Libië lopen de spanningen op.
- Miguel Mariano Gómez wint de presidentsverkiezingen op Cuba.

<< · januari · februari · maart · april · mei · juni · juli · augustus · september · oktober · november · december · >>